# Lac Le Marié
Lac Le Marié är en sjö i Kanada.   Den ligger i regionen Saguenay–Lac-Saint-Jean och provinsen Québec, i den östra delen av landet, 500 km nordost om huvudstaden Ottawa. Lac Le Marié ligger 648 meter över havet. Arean är 4,7 kvadratkilometer. Den ligger vid sjöarna  Lac Betsiamites och Lac Maingard. Den sträcker sig 6,1 kilometer i nord-sydlig riktning, och 3,4 kilometer i öst-västlig riktning.
I omgivningarna runt Lac Le Marié växer i huvudsak blandskog. Trakten runt Lac Le Marié är nära nog obefolkad, med mindre än två invånare per kvadratkilometer.